# 石田勇治
石田 勇治（いしだ ゆうじ、1957年 - ）は、日本の歴史学者。東京大学名誉教授。日本学術会議連携会員（地域研究）。専門はドイツ近現代史、ジェノサイド研究。

## 経歴
京都市出身、1982年東京外国語大学外国語学部卒業、1984年東京大学大学院社会学研究科（国際関係論）修士課程修了、1987年マールブルク大学（ドイツ）社会科学哲学部博士課程修了（Ph.D.政治学、取得）。
東京大学教養学部専任講師、同助教授を経て、教授。この間、ポツダム現代史研究センター客員研究員、ベルリン工科大学反ユダヤ主義研究所客員研究員、ハレ大学客員教授などを歴任し、東京大学名誉教授。The Journal of Genocide Research 編集委員。

## 人物
- 日本においてホロコースト見直し論（ホロコースト否認論）が問題となった1995年のマルコポーロ事件の際には、『サンデー毎日』の取材に答えてコメントを出している。
- 弁護士の尾山宏らとともに、日本民主法律家協会より2008年度「法と民主主義」特別賞を受賞している。
- 2023年パレスチナ・イスラエル戦争については、「ドイツの政府がハマスの蛮行を糾弾する一方で、イスラエル軍の蛮行を自衛権として容認するのは、二重基準の非難を免れない」としている[3]。

## 著作

### 著書
- 『ヒトラーとナチ・ドイツ』（講談社現代新書, 2015年）
- 『20世紀ドイツ史』（シリーズ・ドイツ現代史I）（白水社, 2005年）
- 『過去の克服      ヒトラー後のドイツ』（白水社, 2002年）
- Jungkonservative in der Weimarer Republik. Der Ring-Kreis 1928-1933. (Peter Lang Verlag, Frankfurt am Main 1988)

### 共編著
- 『想起の文化とグローバル市民社会』（福永美和子との共編著）（勉誠出版, 2016年）
- 『ジェノサイドと現代世界』（武内進一との共編著）（勉誠出版, 2011年）
- 『紛争現場からの平和構築』（城山英明、遠藤乾との共編著）（東信堂, 2007年）
- 『図説 ドイツの歴史』（河出書房新社, 2007年）
- 『ジャーナリズムと歴史認識』（凱風社, 1999年）
- 『アウシュヴィッツと<アウシュヴィッツの嘘>』（T・バスティアン、星乃治彦・芝野由和との共編著）(白水Uブックス1080)（白水社, 1995年）

### 史料集
- 『資料 ドイツ外交官の見た南京事件』（大月書店, 2001年）

### 論文
- 「ジェノサイドという悪夢」『人間の安全保障』（東京大学出版会、2008年）
- 「ジェノサイドと戦争」『岩波講座アジア・太平洋戦争(8) 20世紀の中のアジア・太平洋戦争』（岩波書店、2006年）
- 「アウシュヴィッツの後、現代史をいかに描くか」（『史友』青山学院大学史学会、38号、2006年）
- Wie schreibt man Zeitgeschichte nach Auschwitz?(Deutschstudien, 40, 2006)
- 「『過去の克服』と未来への責任」『砂上の障壁』（日本評論社、2005年）
- 「比較ジェノサイド研究の射程-20世紀前半の事例から」（『現代史研究』現代史研究会、40号、2004年）
- Genocide in Namibia, Turkey, Croatia and Germany: Searching for the Common Features and the Historical Connections（Comparative Genocide Studies, 1, 2004）
- Das Massaker von Nanking und die japanische Öffentlichkeit (Erinnerungskulturen. Deutschland, Italien und Japan seit 1945, Frankfurt am Main 2003)
- 「ホロコースト 強制移住の果てに」『20世紀の定義(4) 越境と難民の世紀』（岩波書店、2001年）
- 「現代ドイツの歴史論争」『歴史における「修正主義」』（青木書店、2000年）
- Der "totale Krieg" und die Verbrechen des japanischen Militärs 1931-1945,（Zeitschrift für Gechichtswissenschaft, 45/5, 1999）
- 「人種主義・戦争・ホロコースト」『岩波講座世界歴史(24) 解放の光と影』（岩波書店、1998年）
- 「ゲンシャー外交とドイツ統一」『ヨーロッパ＝ドイツへの道』（東京大学出版会、1996年)
- 「シヴィリアンパワーの政治学」『文明の衝突か、共存か』（東京大学出版会、1995年）
- 「ヴァイマル共和国の崩壊と保守エリート」『現代史における戦争責任』（青木書店、1990年）

### 解説
- 「ジェノサイドへのアプローチ」ジェーン・スプリンガー（筑地誠子訳）『一冊で知る　ジェノサイド』（原書房、2010年）
- 「スターリングラードからベルリンへ」アントニー・ビーヴァー（川上洸訳）『ベルリン陥落1945』（白水社、2004年）
- 「クレンペラーとその時代」ヴィクトール・クレンペラー（小川フンケ里美・宮崎登訳）『私は証言する ナチ時代の日記 1933-1945年』（大月書店、1999年）

### 訳書
- フレート・ブライナースドルファー編『「白バラ」尋問調書 「白バラの祈り」資料集』（田中美由紀との共訳）（未來社、2007年）
- イアン・カーショー『ヒトラー 権力の本質』（白水社、1998年）
- クリストフ・クレスマン『戦後ドイツ史 二重の建国 1945-1955』（木戸衛一との共訳）（未來社、1995年）

### インタビュー
- 「ドイツ統一 10年を振り返る」（『歴史地理教育』、629号、2001年）
- 「過去の克服と東アジア共同体」（『法と民主主義』、391号、2004年）
- 「歴史学者に訊く ドイツの戦後補償」（『SIGHT』ロッキング・オン・ジャパン、25号、2005年)